# 3-Methyl-1-pentanol
3-Methyl-1-pentanol ist eine chemische Verbindung aus der Gruppe der Alkanole.

## Vorkommen

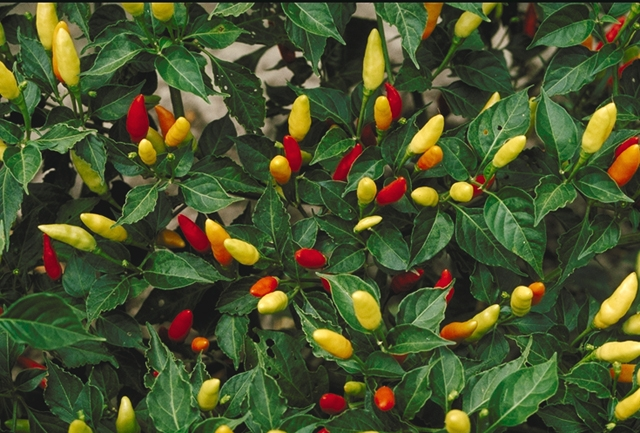
Paprika (Capsicum frutescens)

Die Verbindung kommt natürlich in Capsicum frutescens und in Form eines Esters in Kamillenöl vor.
Das D-Enantiomer kann in Römischer Kamille (Chamaemelum nobile), das L-Enantiomer in Zitronengras (Cymbopogon winterianus) nachgewiesen werden.

## Gewinnung und Darstellung
3-Methyl-1-pentanol kann aus sec-Butylcarbinol und Formaldehyd synthetisiert werden.

## Verwendung
3-Methyl-1-pentanol wird als Geruchsstoff eingesetzt.